# Zielkostenrechnung
Die Zielkostenrechnung (auch retrograde Kalkulation; englisch: Target Costing oder Target Pricing) ist aufgrund ihrer starken Kundenorientierung weniger ein Instrument des oft unternehmenszentrierten Controllings als vielmehr eine gesamtheitliche Managementmethode, welche sich als strategische Entscheidungshilfe auf wettbewerbsintensiven Märkten bewährt hat.
Die Stärke der Zielkostenrechnung zeigt sich vor allem bei der Weiterentwicklung, Differenzierung und Diversifizierung komplexer Produkte und Systeme, die in mittleren Losgrößen gefertigt werden. Bei völligen Neukonzeptionen von Produkten ist die Zielkostenrechnung weniger effektiv, ebenso beim Management einfacher, aber in Massenfertigung hergestellter Produkte. Durch Zielkostenrechnung wird versucht, eine Kundenorientierung sowohl hinsichtlich des Preises als auch hinsichtlich kundenspezifisch geforderter Produkteigenschaften bzw. Produktfunktionen zu verwirklichen. Das Konzept wurde in der japanischen Wirtschaft in den 1970er Jahren begründet und erfuhr besonders in den 1990er Jahren eine breite theoretische Fundierung in der westlichen Betriebswirtschaftslehre.

## Herkunft
Die Grundidee der Zielkostenrechnung kann bis in die dreißiger Jahre auf die Konzeption des Käfers durch Volkswagen zurückverfolgt werden. Genka kikaku (原価企画) wurde 1965 von Toyota entwickelt und wird seit den 70er Jahren in japanischen Unternehmen angewendet. Theoretisch wurde das Konzept erstmals unter dem Begriff Target Costing in den 70er Jahren von den japanischen Wissenschaftlern Michiharu Sakurai, Toshiro Hiromoto und Masayasu Tanaka thematisiert. Die ersten deutschen Betriebswirte, die sich mit diesem Thema beschäftigten, waren Werner Seidenschwarz (1991; Target Costing – Ein japanischer Ansatz für das Kostenmanagement) und Péter Horváth (1993; Target Costing). Eine Fortentwicklung des Konzepts stellt das Kaizen Costing dar.

## Grundkonzept
- Die Zielkostenrechnung beantwortet die Frage „Was darf ein Produkt kosten?“ anhand einer retrograden Kalkulation. Sie unterscheidet sich dadurch vom traditionellen Kostenmanagement, welches die „Kosten-Plus-Rechnung“ (englisch: cost-plus), also Kosten + Gewinnzuschlag = Angebotspreis, gemäß der Fragestellung „Was wird ein Produkt kosten?“ anwendet.

- Um retrograd kalkulieren zu können, steht am Anfang des Prozesses meist eine Marktforschungsmaßnahme, welche einen „wettbewerbsfähigen Marktpreis“ (englisch: Target Price) und Produktpräferenzen der potenziellen Kunden ermittelt.

- Von diesem Kunden- oder Zielpreis wird die angestrebte Gewinnmarge (englisch: Target Profit) abgezogen. Daraus ergeben sich die maximal erlaubten Kosten (englisch: Allowable Costs) zur Erreichung des Zielgewinns. Diese „erlaubten Kosten“ werden den im Unternehmen ermittelten prognostizierten Standardkosten (englisch: Drifting Costs) gegenübergestellt. Da die Standardkosten eines Unternehmens in der Regel höher sind als die „erlaubten Kosten“, werden Zielkosten festgelegt, die im gemeinschaftlichen Prozess mit Hilfe von anderen betriebswirtschaftlichen Instrumenten erreicht werden sollen.

- Dabei ist der Erfolgsgarant dieses Systems, dass bereits zu Beginn der Produktentwicklungsphase für die Mitarbeiter bindende Kostenvorgaben mit steuerndem Charakter vorliegen, die dort maßgeblich beeinflusst werden können. Außerdem wird über die Ermittlung der Präferenzen eine Gewichtung der Kosten gegenüber der Wichtigkeit der verschiedenen Produkteigenschaften vorgenommen und somit ermittelt, ob eine Produktkomponente oder Produktfunktion überentwickelt ist oder noch Wertsteigerungsbedarf besteht (Zu diesem komplizierten Thema bitte das Anwendungsbeispiel betrachten).

## Phasen des Target Costings
In der betriebswirtschaftlichen Literatur gibt es mehrere Ansätze zur Unterteilung der Phasen des Prozesses der Zielkostenrechnung. Als Anschauungsbeispiel dient der dreistufige-Ansatz (Zielkostenfestlegung, -spaltung und -erreichung).

### Zielkostenfestlegungsphase
Zweck der Zielkostenfestlegung ist es, die Gesamtkosten eines Produktes festzusetzen, die im Unternehmen verursacht werden dürfen. Dabei hängt die Festlegung der Höhe der Zielkosten von der Marktsituation und der Unternehmensstrategie ab. In der Reinform und in der einschlägigen Literatur wird empfohlen, die Zielkosten den erlaubten Kosten gleichzusetzen, also den Markt in das Unternehmen zu ziehen (Market into company). Voraussetzung hierfür ist, dass die auf dem Markt herrschenden Kundenanforderungen bekannt sind. Dieses Verfahren wird aber laut eingehenden empirischen Überprüfungen weder in der deutschen noch in der japanischen Wirtschaft am häufigsten verwendet. Die anderen Ansätze finden aus mehreren Gründen eine Anwendung in der Praxis. Beispielsweise ist das Market-into-company-Verfahren schlecht bei hochgradigen Produktinnovationen anzuwenden, da die Kunden den Nutzen des Produktes oft nicht in monetären Größen ausdrücken können. Weit häufiger werden die anderen Ansätze gewählt, weil die Vorgaben des Market into company wenig Spielraum für die am Entwicklungsprozess beteiligten Entwickler lassen. So werden durch die anderen Verfahren Zielkosten festgelegt, die zwischen den Standardkosten und den erlaubten Kosten liegen. Dadurch ist eine Kostenreduktion auf Seiten der Entwicklung bei realistischen Zielen sichergestellt.
Weitere Verfahren:
- Der Out-of-Company-Ansatz ermittelt die Zielkosten anhand der technischen und betriebswirtschaftlichen Potenziale des Unternehmens. Die Zielkosten liegen demnach sehr nahe an den Standardkosten.
- Der Into-and-out-of-Company-Ansatz kombiniert Market into company und Out of Company.
- Der Out-of-Standard-Costs-Ansatz nimmt Senkungsabschläge auf die Standardkosten vor.
- Der Out-of-Competitor-Ansatz leitet die Zielkosten aus den Kosten der Konkurrenz (beispielsweise durch Benchmarking) ab.

### Zielkostenspaltungsphase
In dieser Phase werden die Gesamtzielkosten auf eine bestimmte Ebene heruntergebrochen, um in der darauffolgenden Phase der Zielkostenerreichung die Zielkosten effektiv abstimmen und erreichen zu können. Die Zielkostenspaltung hat aus zwei Gründen eine sehr hohe konzeptionelle Bedeutung für die Anwendung der Zielkostenrechnung. Zum einen geben die Zielkosten ein realistisches Bild von der ressourcenmäßigen Inanspruchnahme der Funktionsbereiche im Unternehmen ab. Zum anderen besteht die Schwierigkeit darin, durch eine marktbegründete Zuweisung der Ressourcen gleichzeitig eine Produktfunktionalität sicherzustellen, die mit den Kundenwünschen in Übereinstimmung steht. Die Kostenspaltung kann auf Komponenten- und Funktionsebene erfolgen. Die Ergebnisse können graphisch anhand eines Zielkostenkontrolldiagramms abgebildet werden. Darin werden die kundenbewerteten Nutzen den Standardkosten jeder einzelnen Komponente gegenübergestellt. Im Folgenden ein anschauliches Beispiel zur Erläuterung.

#### Anwendungsbeispiel
- Kunden einer Automarke werden befragt, welche Eigenschaften des Fahrzeugs für sie entscheidend sind. Das Ergebnis lautet, dass 50 % des Wertes durch die Leistung, 30 % durch den Sound und 20 % durch den Fahrkomfort definiert werden.

- Die Marktstudie ergibt einen akzeptablen Preis für das Auto von 11.000 Euro. Bei einer festgelegten Rendite von 10 % ergibt das erlaubte Gesamtkosten von 10.000 Euro. Folglich ergibt sich der Preis für die Leistung zu 5.000 Euro, die Geräusche sind dem Kunden 3.000 Euro und der Fahrkomfort noch 2.000 Euro wert.

- Das Entwicklerteam ermittelt nun, dass der Motor zu 50 % an der Leistung, zu 40 % an den Geräuschen und zu 10 % am Fahrkomfort beteiligt ist. Das Fahrwerk zeichnet für die restlichen Anteile verantwortlich.

- Für die Entwickler bedeutet dies, dass der Motor zu Kosten von 3.900 Euro ({\displaystyle 5.000\cdot 0{,}5+3.000\cdot 0{,}4+2.000\cdot 0{,}1}) pro Stück zu bauen ist (inklusive der Entwicklungskosten - siehe dazu Vollkostenrechnung).

- Ziel ist es, die Produkte beziehungsweise Leistungen möglichst gut auf die Kundenwünsche abzustimmen, bevor Investitionsentscheidungen getroffen werden, die nur schwierig oder gar nicht revidierbar sind und zu versunkenen Kosten (englisch: sunk costs) führen können.

### Zielkostenerreichungsphase
Der Erfolg der Zielkostenrechnung liegt besonders in der Phase der Zielkostenerreichung, in der ein abgerundetes und ausgewogenes, marktorientiertes und innovatives Konzept erzeugt wird, mit dem die japanische Wirtschaft und letztendlich das Target Costing erfolgreich war. Dieser Erfolg setzt voraus, dass den Verantwortlichen im Zielkostenrechnungsprozess die erforderlichen Instrumente und Methoden zur Erreichung der Kostenvorgaben zur Verfügung stehen. Dazu werden Kosteninformationshilfsmittel benötigt, die auf Basis geringer Eingangsinformationen in frühen Phasen des Produktinnovationsprozesses aussagekräftige Informationen liefern. Diese Hilfsmittel oder Instrumente zur Zielkostenerreichung, die eine differierende Wirkung auf die Analyse-, Planungs- und Realisierungsphase besitzen, sind vielfältig und können technologischen, produkt-/prozessbedingten oder organisatorischen Charakter haben.

## Bewertung
Die wesentlichen Vor- und Nachteile in der Zielkostenrechnung sind:

### Vorteile
- Frühe Beeinflussung im Produktlebenszyklus

Die Notwendigkeit des Kostenmanagements von Anfang an resultiert aus der Erkenntnis, dass erhebliche Anteile (etwa 85 %) der gesamten Kosten über den Lebenszyklus bereits durch Entscheidungen in den frühen Phasen festgelegt werden. Schafft es ein Unternehmen frühzeitig, Instrumente zu managen und die Markterfordernisse in den Produktentwicklungsprozess mit einzubeziehen, bestehen große Kostenreduktionspotentiale, die nicht unbedingt mit einer Qualitätsreduktion einhergehen müssen.
- Hohe Qualität bei sinkenden Durchschnittskosten

Nicht nur viele japanische Unternehmen schaffen es mit Target Costing, ihre Durchschnittskosten bei steigender Qualität konstant zu senken. Um ein Scheitern zu vermeiden, muss unbedingt der entsprechende Rahmen für eine hinreichende Entfaltung des Konzepts geschaffen werden.

### Nachteile
- Anwendung bei radikalen Produktinnovationen

Die Frage, mit welcher Genauigkeit und Zuverlässigkeit der strategische Marktpreis, insbesondere bei hochgradig innovativen Produkten, im Voraus ermittelt werden kann, ist noch nicht hinreichend beantwortet.
- Keine exakte wissenschaftliche Eingrenzung

Weiterhin existiert keine eindeutige wissenschaftliche Definition über die Phasen des Target Costings. Die Wissenschaft diskutiert eher Modelle, die die Praxis nicht durchsetzen kann oder will.
- Hoher Planungsaufwand

Bei komplexen Produkten kann der Aufwand zur Ermittlung der Zielkostenanteile sehr aufwendig sein, insbesondere bei einer großen Zahl von Produktfunktionen oder Produktkomponenten. Deshalb ist die Methode vor allem auch für eher einfache Produktkonstruktionen zu empfehlen.

### Mitarbeitereffekt
Ambivalent betrachtet wird der Mitarbeitereffekt: Die Zielkostenrechnung kann eine Reorganisation im Unternehmen zur Folge haben. Beispielsweise kann in einem multinationalen Unternehmen eine bestimmte Aufgabe (zum Beispiel ein „Motor zu Kosten von 4.900 Euro“) an verschiedene Einheiten, etwa Werke in verschiedenen Ländern, gleichzeitig gestellt werden. Der Effekt auf die Mitarbeiter wurde von Grindt (1997) als eine ständige Bewegung des „Bietens und Unterbietens“ gesehen. Die Mitarbeiter werden durch diese Neuorganisation der Arbeit, Cooper (1998) spricht hier von einem neuen „Konzept unternehmerischer Herrschaft“, miteinander in Konkurrenz gesetzt. Die Beschäftigten werden zum unternehmerischen Denken angehalten und befinden sich nach Glißmann (2001) in einem Prozess der „Selbstverstärkung und Selbstbeschleunigung“: - ein kostengünstiges Angebot einer Einheit des Unternehmens zwingt jede andere Einheit zum kostengünstigeren Agieren der anderen Einheiten - je schneller eine Einheit das Ergebnis erreicht, desto schneller müssen es andere erreichen. Dies erhöht den Druck auf die Mitarbeiter, legt aber umso deutlicher Ressourcen frei.